# 聂壮
聂壮（1972年3月—），汉族，江西丰城人。中国共产党党员。中华人民共和国政治人物。1992年8月参加工作，1996年6月入党，在职大学学历。长期在新疆工作，先后担任温泉县委书记，阿拉山口市委书记，博尔塔拉蒙古自治州委常委、副州长，博尔塔拉蒙古自治州委常委、博乐市委书记等职。
2018年6月，聂壮出任新疆维吾尔自治区公安厅党委副书记、常务副厅长、政治部主任。2022年6月，出任喀什地委书记，新疆生产建设兵团第三师党委第一书记、第一政委。
2025年2月，升任新疆维吾尔自治区人民政府副主席，晋升副省級。